# Prototype Verification System
Pour les articles homonymes, voir PVS.

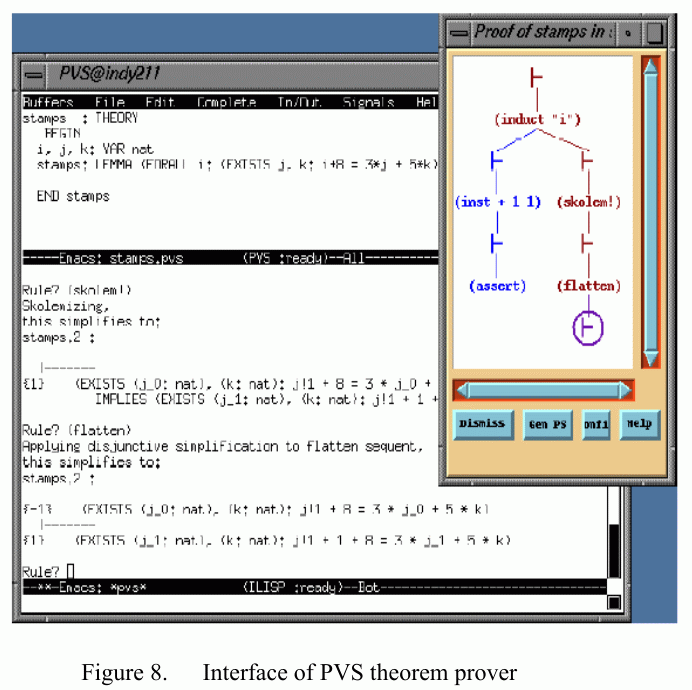
Screenshot.

PVS (Prototype Verification System) est un assistant de preuve développé par le laboratoire d’informatique de SRI International.